# Rivière Toulnustouc
Rivière Toulnustouc är ett vattendrag i Kanada.   Det ligger i provinsen Québec, i den östra delen av landet, 700 km nordost om huvudstaden Ottawa.
I omgivningarna runt Rivière Toulnustouc växer i huvudsak blandskog. Trakten runt Rivière Toulnustouc är nära nog obefolkad, med mindre än två invånare per kvadratkilometer.